# Monsieur Scrupule gangster
Pour plus de détails, voir Fiche technique et Distribution.
Monsieur Scrupule gangster est un film français réalisé par Jacques Daroy, sorti en 1953.

## Synopsis
En voulant séduire Rolande, une estivante amie d'un dangereux chef de gang, M. Scrupule, petit contrebandier, est confronté à de nombreuses situations menaçant sa vie. L'intervention d'un agent secret lui permettra de retrouver la tranquillité et découvrir la vraie personnalité de Rolande.

## Fiche technique
- Titre : Monsieur Scrupule gangster
- Autre titre : Monsieur Scrupule et le poisson chinois
- Réalisation : Jacques Daroy
- Scénario et dialogues : Jean Bommart, d'après sa pièce radiophonique (adaptation : Jacques Rey)
- Photographie : Jean Lehérissey
- Son : Georges Bouichou
- Montage : Jeanne Rongier
- Production : Films Paradis
- Pays d'origine :  France
- Durée : 85 minutes
- Date de sortie : 
  - France : 12 août 1953
- Affiche : Jean Mascii (France)

## Distribution
- Tilda Thamar : Rolande
- Yves Vincent : Monsieur Scrupule
- Howard Vernon : l'ami de Monsieur Scrupule
- Henri Arius
- René Blancard
- Serge Davin
- Dora Doll
- Annie Hémery